# Sha Tin (district)
Le district de Sha Tin (en chinois 沙田區) est un des dix-huit districts de Hong Kong dans les Nouveaux Territoires. 
Sha Tin est une ville le long de la rivière Shing Mun dans le district de Sha Tin des nouveaux territoires de l'est, à Hong Kong. C'est l'un des exemples les plus réussis de nouveaux développements urbains de Hong Kong dans les années 1970. 